# 7892 Musamurahigashi
7892 Musamurahigashi è un asteroide della fascia principale. Scoperto nel 1994, presenta un'orbita caratterizzata da un semiasse maggiore pari a 3,2004177 UA e da un'eccentricità di 0,1809812, inclinata di 1,41491° rispetto all'eclittica.